# Semën Abramovič Furman
Semën Abramovič Furman, noto anche come Semyon Furman secondo la traslitterazione anglosassone (in russo Семён Абрамович Фурман?; in bielorusso Сямён Абрамавіч Фурман?, Sjamën Abramavič Furman; Pinsk, 1º dicembre 1920 – Leningrado, 17 marzo 1978), è stato uno scacchista sovietico, Grande maestro.
Nato a Pinsk in Bielorussia, si trasferì da giovane a Leningrado dove trovò lavoro in uno stabilimento industriale.
Disputò il primo torneo importante nel 1939 a Rostov sul Don, piazzandosi a metà classifica con 6½ /13. Nel 1946 ottenne il primo successo con la vittoria, alla pari con Klaman, nel torneo di Gor'kij. Nel 1947 fu pari primo con Vladimir Simagin a Leningrado.
Nel 1948 partecipò a Mosca al suo primo Campionato Sovietico classificandosi terzo, a mezzo punto dai vincitori David Bronštejn e Aleksandr Kotov. 
Nel 1957 fu =2º-5º a Kiev, dietro al vincitore Tigran Petrosyan. Altri successi furono i primi posti ad Harrachov nel 1966 e a Polanica Zdrój (Rubinstein Memorial) nel 1967.
Furman vinse tre volte (1953, 1954 e 1957) il campionato della città di Leningrado.

## Teorico e allenatore
Nonostante sia stato un forte Grande Maestro, Furman è noto soprattutto come teorico e allenatore di diversi grandi campioni. Nel 1951 Bronštejn lo scelse come "secondo" nella preparazione del match mondiale contro Michail Botvinnik (che terminò pari). Negli anni '60 fu allenatore di Viktor Korčnoj e Juchym Heller.
Gli è attribuito un ruolo importantissimo nell'ascesa di Anatolij Karpov. Karpov incontrò Furman nel 1968, quando aveva 17 anni, in occasione delle Spartakiadi (torneo a squadre di club) di Riga e gli chiese di fargli da allenatore. Furman accettò e Karpov terminò il torneo con l'eccellente risultato di 10/11. Iniziò da allora una lunga collaborazione e amicizia. L'anno successivo Karpov vinse a Stoccolma il Campionato del mondo juniores (under-20). Nel suo libro autobiografico Karpov on Karpov, pubblicato nel 1991, Karpov riconosce a Furman un ruolo molto importante in questo successo. Nel 1969 Karpov si trasferì dall'Università di Mosca a quella di Leningrado per poter essere più vicino a Furman. La collaborazione continuò fino a quando nel 1975 Karpov conquistò, dopo il forfait di Bobby Fischer, il titolo di Campione del Mondo.